# سهره کاکلی سرخ
سهره کاکلی سرخ (نام علمی: Coryphospingus cucullatus) نام یک گونه از سرده سهره‌های کاکلی است.